# Економіка Фінляндії

Темпи зростання реального ВВП

Фінляндія — одна з типових економічно розвинених країн ЄС, яка також входить до єврозони.
Перевагами Фінляндії є політична стабільність, відкритість економіки, високорозвинена інфраструктура та надійність телекомунікацій, а також високий рівень взаємодії між підприємствами, науково-технічними центрами та університетами. Окрім того, в забезпеченні конткурентоздатності Фінляндії важливими є такі фактори, як дуже швидке освоєння нових технологій, високий освітній рівень населення, сприятливий для бізнесу діловий клімат.
Недоліками Фінляндії в міжнародній конкуренції є високі податки (до 36 % на прибуток приватних осіб та 29 % корпоративний податок) та значний державний борг (майже 365 мільярдів доларів США у 2009 році)

## Загальна характеристика
Фінляндія — високорозвинена індустріально-аграрна країна. Провідні галузі промисловості: металургійна, машинобудівна (суднобудівна, електронне обладнання та ін.), целюлозно-паперова, деревообробна, чорна та кольорова металургія, хімічна, текстильна, швейна, харчова промисловість. Основні природні багатства країни — ліс (бл. 65 % всієї тер.) і руди металів (мідні, цинкові, нікелеві та інш.). Розвинені всі види сучасного транспорту. Порти: Гельсінкі, Турку, Коккола, Котка, Ловійса, Оулу, Порі, Раума, Уусікаупункі, Варкаус, Порвоо. Поромне сполучення з Швецією, Естонією, Польщею, Німеччиною. Високорозвинений мобільний зв'язок. Корпорація «Нокіа», заснована у Фінляндії, є найбільшим світовим виробником мобільних телефонів. Фінляндія веде перед також у розвитку системи Інтернет.
За даними [Index of Economic Freedom, The Heritage Foundation, U.S.A., 2001]: ВВП — $ 144,6 млрд. Темп зростання ВВП — 4,7 %. ВВП на душу населення — $ 28 075. Прямі іноземні інвестиції — $ 8,2 млрд. Імпорт — $ 37,5 млрд (г.ч. Німеччина — 15,2 %; Швеція — 11,7 %; США — 8,2 %; Велика Британія — 7,3 %; Росія — 6,6 %; Японія — 5,7 %). Експорт — $ 48,4 млрд (г.ч. Німеччина — 11,8 %; Швеція — 9,4 %; Велика Британія — 9,2 %; США — 7,3 %; Росія — 6 %; Франція — 5,1 %).
Економіка Фінляндії базується на приватному підприємництві, але уряд контролює ряд галузей економіки і навіть монопольно володіє деякими з них. Після Другої світової війни Фінляндія була переважно аграрно-індустріальною країною, в якій були розвинуті лісівництво та гірничодобувна промисловість. Упродовж перших післявоєнних десятиліть економіка була переорієнтована зі сфери виробництва на сферу послуг. Країна стала своєрідним торговельним мостом між країнами Західної Європи і СРСР. На початку 1990-х років економіка Фінляндії пережила сильну кризу, викликану розпадом Радянського Союзу і втратою великого замовника. А з середини 1990-х років почався плавний економічний підйом: Фінляндія стала працювати на ринки західних країн.
У період 1980—1989 ВВП в середньому збільшувався на 3,1 % на рік. Потім почалося скорочення: у 1991 ВВП зменшився на 6 %, у 1992 — на 4 %, у 1993 — на 3 %. З 1994 по 1997 реальне зростання ВВП відповідно становило 4,5 %, 5,1 %, 3,6 % і 6,0 %. У 1998 році ВВП Фінляндії становив 123 502 млн дол. США, а в 1999 році — 126 130. На кінець 2001 року реальний ВВП Фінляндії у порівнянні з роками підйому цього показника істотно скоротився.

## Історія
Ще у 1860-х роках більша частина фінського населення була зайнята у сільському господарстві. Індустріалізація Фінляндії почалася з будівництва паперових фабрик та прядильних мануфактур в кінці XIX століття
Після проголошення незалежності, блокади зі сторони Антанти та громадянської війни економіка була вкрай виснажена. Молода фінська держава була розорена громадянською війною, а після від'єднання Фінляндії від Російської імперії було втрачено багато економічних, торговельних та господарських зв'язків.
У жовтні 1927 року був прийнятий закон про викуп земель та про виплату компенсацій землевласникам. Було надано довгострокові кредити селянам, які мали земельні паї, організовани кооперативи. Фінляндія вступила в Скандинавський кооперативний союз.
Після Другої світової війни Фінляндія втратила частину економічно важливих територій з Виборгом. Крім того, як колишній союзник Німеччини, протягом 6 років вона була змушена виплатити 300 млн $ репарацій СРСР. У разі затримки за кожний місяць Фінляндія обкладалася штрафом у розмірі 5 % вартості товарів. На вимогу СРСР були встановлені квоти на машини, верстати і готові вироби: третину становили лісопродукти, третину — транспорт, верстати і машини і третину — кораблі і кабель. У СРСР прямувала продукція фінської промисловості: обладнання для целюлозно-паперових підприємств, нові судна, локомотиви, вантажні автомашини, підйомні крани. Відповідні області у фінській промисловості в післявоєнні роки були оголошені пріоритетними. У першу чергу було налагоджено виробництво локомотивів, кораблів, криголамів, деревообробних машин та обладнання для целюлозно-паперової промисловості. Ці виробництва і стали фундаментом для подальшого зростання фінської економіки. Розвиваючи промислові виробництва, Фінляндія дуже вдало зробила ставку на передові технології.
Фінляндія — єдина країна, яка повністю повернула Радянському Союзу борги з репарацій. Незважаючи на необхідність виплати репарацій, економіка поступово налагоджувалася. Уряд надав допомогу (землею і субсидіями) 450 тис. переселенців з територій, переданих СРСР.
У 1950-ті роки зріс рівень безробіття; скасування державних дотацій на продовольчі товари викликало підвищення цін, що призвело у 1956 році до загального страйку і спалахів насильства.
У 1966 році новий уряд увів суворий контроль заробітної плати і цін, щоби приборкати зростання інфляції та збалансувати дефіцит зовнішньої торгівлі.
У 1970-ті роки Фінляндія стала піонером в галузі суднобудування і будівництва криголамів, у деревообробній і целюлозно-паперовій промисловості.
Підйом економіки Фінляндії почався в 1970-х роках завдяки торговим угодам, укладеним в 1973 році з ЄС та РЕВ. Однак у середині 1970-х років підвищення цін на нафту зумовило спад виробництва і зростання безробіття.
Найсильніше зростання економіки сталося в 1980-ті роки, коли були знижені податки для фізичних осіб і компаній, і Фінляндія відкрила свої ринки для іноземних інвестицій. Лібералізація сприяла досягненню майже повної зайнятості і викликала підйом у будівництві.
З 1985 року Фінляндія стала повним членом Європейської асоціації вільної торгівлі (ЄАВТ), а в 1992 році подала заявку на вступ до ЄС. Фінляндія стала членом ЄС та СОТ з 1 січня 1995 року.

### 1990-ті
На початку 1990-х Фінляндія переживала глибоку кризу: ВВП у 1991 році знизився на 7 %, причому обсяг промислового виробництва того ж року зменшився на 9 %, приватні вкладення в основний капітал — на 23 %. У будівельній промисловості Фінляндії в 1994 році безробіття досягла піку — 36 %.
Економічна криза 1990-х, яку Фінляндія пережила після розпаду Радянського Союзу, фінські джерела порівнюють з післявоєнною ситуацією в економіці. На Радянський Союз у той час припадало 20 % зовнішньої торгівлі Фінляндії і безліч договорів про співробітництво в будівельній і лісової промисловості, в машино-та суднобудуванні. Під час кризи 1990-х ВВП Фінляндії впав на 13 %, безробіття зросло з 3,5 % до 18 %, в будівельній промисловості Фінляндії в 1994 році безробіття досягла піку — 36 %. Слідом за економічною в Фінляндії вибухнула банківська та житлова криза. Ціни на житло, що піднімалися в 1980-ті, на початку 90-х років обвалилися протягом кількох років.
У другій половині 90-х почався бурхливий ріст економіки. Протягом семи років, аж до 2000 року, щорічний приріст ВВП становив в середньому близько 5 %. Причому його головною рушійною силою був внутрішній попит і насамперед приватний сектор. Ціни на житло в країні зростали внаслідок низьких процентних ставок і підвищення доходів домашніх господарств у поєднанні з високим попитом на житлову нерухомість у найбільших містах. Крім того, швидко збільшувалися обсяги роздрібної торгівлі та імпорту товарів тривалого користування.

## Промисловість
Головним промисловим центром є столичне місто Гельсінкі, де зосереджена половина підприємств обробної промисловості країни. Машинобудівні заводи виробляють верстати, сільськогосподарську техніку, динамомашини, електромотори і судна. У Гельсінкі знаходяться також підприємства харчової і хімічної промисловості, поліграфічні комбінати і всесвітньо відомі фабрики, що випускають скляний і порцеляновий посуд. Турку, головний порт на південному заході Фінляндії, займає третє місце серед центрів машинобудування і перше місце серед центрів суднобудування в країні. Тампере, найбільший промисловий центр у внутрішній частині Фінляндії, відомий як один з основних центрів текстильної промисловості в скандинавських країнах. Тут знаходяться також різноманітні машинобудівні підприємства. Проте, в останні роки в суднобудуванні і текстильній промисловості відбувається скорочення виробництва. У містах Вааса і Оулу, старовинних центрах лісової торгівлі, функціонують лісопильні і деревообробні комбінати, що випускають целюлозу, папір і інші товари.

### Лісова
Зазвичай кажуть, що Фінляндія та її економіка зобов'язані всім лісової промисловості. Дійсно, у Фінляндії немає інших природних ресурсів, ліс — головне багатство Фінляндії. Фінські лісопереробні компанії UPM-Kymmene та Stora Enso одні з найбільших у світі, крім того, багато відомих фінських компаній починали з лісопереробки, у тому числі і гордість фінської економіки компанія Nokia, яка почала свою діяльність в 1865 році з невеликого целюлозного заводу. Цікаво, що Nokia продала свої целюлозні підприємства тільки на початку 1990-х років, коли вирішила зробити ставку на телекомунікації.
Процес індустріалізації спирався на розвиток металургії, машинобудування, хімії і енергетики. До кінця 1990-х років у порівнянні з початком 50-х років за доданою вартістю частка машинобудування зросла з 25 % до 36 %, частка хімії збільшилася з 7 % до 10 %, зросла також частка металургії з 3 % до 5 %, частка енергетики підвищилася з 4 % до 9 %, поліпшила свої позиції поліграфія з 3 % до 6 %, лісова промисловість практично зберегла своє положення на рівні 20 %, але всередині неї зменшилася частка деревообробки з 10 % до 5 %, а частка целюлозно-паперової промисловості зросла з 10 % до 15 %, скоротилася питома вага харчової промисловості з 11 % до 8 %, легкої промисловості з 17 % до 2 %, промисловості будматеріалів з 5 % до 3 %, гірничодобувної промисловості з 3 % до 1 %.
До 2007 року на Фінляндію припадало 10 % світового обсягу експорту лісової і целюлозно-паперової продукції, а за друкарського паперу її сегмент у світовому експорті склав 20 % .

### Електротехнічна та ІТ
Nokia — фінська транснаціональна компанія, один зі світових лідерів в області мобільних комунікаційних технологій, провідний постачальник обладнання для мобільних, фіксованих, широкосмугових і IP-мереж.

### Металургійна і машинобудівна
Компанія Sisu Auto виробляє вантажні автомобілі та спецтехніку. Компанія Wärtsilä виробляє суднові двигуни різної потужності, гвинтові механізми, різні типи ущільнювачів, контрольні системи та інше обладнання. Компанія Kone спеціалізується на виробництві ліфт ів, ескалатор ів, траволатор ів і пасажирських підйомників. Компанія Abloy — відомий виробник замків, систем замикання та будівельних залізних виробів, а також розробник виробів в області технології електромеханічних замків.

### Хімічна
На світовому ринку відома косметична компанія Lumene. Nokian Renkaat — великий виробник шин у Скандинавії.

### Харчова
Компанія Valio — лідер молочного ринку Фінляндії. Понад сто років працює компанія Fazer, відома перш за все своїм шоколадом. Paulig Group — виробник кави. З 1819 року працює пивоварна компанія Sinebrychoff, також пиво і різні алкогольні і безалкогольні напої виробляє компанія Hartwall.

## Сільське господарство і лісівництво
Сільське господарство до Другої світової війни було головним заняттям населення, завжди поєднувалося з лісовим господарством. Однак в післявоєнний період економіка країни стала набагато різноманітнішою. За мирним договором 1947, Фінляндія поступилася СРСР значною територією і взяла на себе тяжкий тягар виплати репарацій. Ці обставини послужили поштовхом для зростання і диверсифікації промислового виробництва. У результаті промисловість обігнала в своєму розвитку сільське господарство і зайняла провідне місце в економіці Фінляндії. У країні виникли нові галузі промисловості, зокрема металургія, машинобудування і суднобудування, які виявилися більш конкурентоздатними, ніж лісопереробні галузі. Частка сільського господарства в ВВП знижувалася і досягла 1,3 % у 1997 (в 1990 — 3,4 %). Загалом в 1997 первинний сектор (сільське господарство і добувна промисловість) становив 4,4 % ВВП, повторний сектор (обробна промисловість і будівництво) — 35,4 % і третинний сектор (послуги) — 60,7 %.
Основне багатство країни — ліс, тому в обробній промисловості домінують «лісові» галузі, що випускають целюлозу, папір і пиломатеріали. Приблизно 2/3 продукції цих галузей йде на експорт. Обробка деревини хвойних порід зосереджена у районі Фінської затоки, куди надходить сировина з Озерного краю. Близько 30 % паперової продукції становить газетний папір; крім того, випускаються картон, обгортковий папір і високоякісний папір для банкнот, акцій та інших цінних паперів. Великий сучасний металургійний комбінат знаходиться в Раахе, а невеликі заводи є в багатьох містах південно-західної Фінляндії. Випускаються машини й устаткування для целюлозно-паперових підприємств, сільськогосподарська техніка, танкери і криголами, кабель, трансформатори, генератори й електромотори. Хімічна промисловість також почала розвиватися після Другої світової війни. Ця галузь виробляє синтетичні волокна і пластмаси з відходів деревообробної промисловості, фармацевтичну продукцію, добрива і косметику.

## Енергетичні ресурси
Фінляндія має великий гідроенергетичний потенціал, але він використовується лише наполовину, оскільки в умовах невеликих перепадів висот освоєння цих ресурсів ускладнюється. Понад 50 % гідроенергетичних потужностей Фінляндії зосереджена на ГЕС, побудованих на ріках Кемійокі, Оулуйокі і Віронкоскі. Майже вся важка індустрія Фінляндії базується на споживанні великої кількості електроенергії. Залізниці країни в основному електрифіковані. Атомна енергетика почала розвиватися в 1970-х роках, коли були побудовані дві АЕС недалеко від Гельсінкі. У 1980-х роках були споруджені ще дві атомні станції.
2020 року на другому енергоблоці АЕС «Олкілуото», розташованої на заході Фінляндії, був зафіксований технічний інцидент, через який реактор перестав працювати.
Міністерство економіки та зайнятості Фінляндії виділило 7,7 млн євро на допомогу чотирьом проектам, які не спалюють вугілля для централізованого теплопостачання.

## Азартні ігри
Азартні ігри в Фінляндії є легальними і повністю контролюються через державну монополію Veikkaus. Єдиною компанією, що легально організовує азартні ігри в країні, є державна Veikkaus Oy, що діє з 1950-х років. Для підтримки монополії, МВС Фінляндії планує уповноважити Національне поліцейське управління ввести чорний список міжнародних операторів, які надають послуги фінським громадянам. Також фінські банки повинні будуть блокувати рух коштів між цими операторами і фінськими гравцями. Щорічний прибуток від цього бізнесу сягає 1,1 млрд євро.